# Растрелли, Альберто
В Википедии есть статьи о других людях с фамилией Растрелли.
Альберто Растрелли (итал. Alberto Rastrelli, 30 марта 1885 — 22 апреля 1938) —  итальянский шахматист. В составе сборной Италии участник неофициальной шахматной олимпиады и международных матчей.

## Спортивные результаты
| Год  | Город   | Соревнование                                                  | + | − | = | Результат | Место |
| ---- | ------- | ------------------------------------------------------------- | - | - | - | --------- | ----- |
| 1919 | Милан   | Национальный турнир (2-й турнир Креспи; побочный турнир)      |   |   |   |           |       |
| 1922 | Милан   | Матч Италия — Швейцария (против С. Вейланда)                  | 0 | 1 | 1 | 0,5 из 2  |       |
| 1925 | Болонья | Турнир итальянских шахматистов                                |   |   |   |           |       |
| 1926 | Ливорно | Международный турнир                                          |   |   |   |           |       |
| 1931 | Милан   | Чемпионат Италии                                              |   |   |   |           | [ 1 ] |
| 1936 | Мюнхен  | Неофициальная шахматная олимпиада (сборная Италии, 7-я доска) |   |   |   | [ 2 ]     |       |